# Pterotaea imperdata
Pterotaea imperdata är en fjärilsart som beskrevs av Dyar 1915. Pterotaea imperdata ingår i släktet Pterotaea och familjen mätare. Inga underarter finns listade.